# Shirin (nome)
Shirin (in persiano: شیرین, traslitterato anche Shereen e Shireen) è un nome proprio di persona persiano femminile.

## Varianti in altre lingue
- Curdo: Şirîn[1]
- Turco: Şirin[1]

## Origine e diffusione
È il nome di un personaggio di una leggenda persiana e turca, e riprende un vocabolo persiano che vuol dire "dolce". Ha quindi significato analogo ai nomi Dolce e Glicerio.

## Onomastico
Il nome è adespota, non essendo portato da alcuna santa, quindi l'onomastico ricade il 1º novembre, giorno di Ognissanti.

## Persone
- Shirin, regina sasanide
- Shirin Akter, velocista bengalese

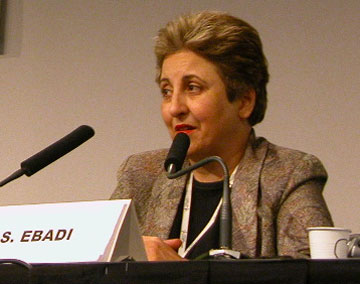
Shirin Ebadi

- Shirin David, cantante e youtuber tedesca
- Shirin Ebadi, avvocatessa e pacifista iraniana
- Shirin Neshat, artista iraniana
- Shirin Ramzanali Fazel, scrittrice italiana

### Varianti
- Shireen Abu Akleh, giornalista palestinese naturalizzata statunitense
- Şirin Hatun, consorte di Bayezid II
- Şirin Öten, attrice e regista teatrale turca

## Il nome nelle arti
- Shireen è un personaggio del film del 1922 Omar the Tentmaker, diretto da James Young.
- Shireen è un personaggio del film del 1947 Sinbad il marinaio, diretto da Richard Wallace.
- Shirin Scintilla è un personaggio del programma televisivo Melevisione.